# غلينافون
نادي غلينافون لكرة القدم (بالإنجليزية: Glenavon Football Club)‏ نادي كرة قدم أيرلندي شمالي يلعب في دوري الدرجة الممتازة. تم تأسيس النادي في سنة 1889 ويقع مقره في مدينة لورغان ويلعب مبارياته في ملعب مورنفيو بارك.